# 王麗雅
王丽雅（1983年8月27日—），台湾伊林模特兒經紀公司的女模特。曾獲得精英國際模特2005冠軍。

## 代言
- 2018年-Nike Air Force
- 2018年-Voda Swim 2018新品
- 2017年-形動海洋深層水
- 2016年-長榮航空宿霧
- 2015年-繽特力耳機

## 運動經歷
| 時間                 | 賽名                       | 距離            | 附註說明                   |
| -------------------- | -------------------------- | --------------- | -------------------------- |
| 2013年10月19日       | NIKE舊金山女子馬拉松       | 半馬21.0975公里 | 第一次半馬,成績2小時45分鐘 |
| 2013年12月2日        | 石門水庫                   | 半馬21.0975公里 |                            |
| 2013年12月8日        | 夏威夷檀香山               | 全馬42.195公里  | 第一次全馬                 |
| 2014年1月13日        | 日月潭環湖                 | 29公里          |                            |
| 2014年2月23日        | 台北渣打銀行               | 半馬21.0975公里 |                            |
| 2014年5月4日         | 台東普悠瑪鐵人三項         | 51.5公里        | 第一次標鐵                 |
| 2014年5月18日        | 墾丁馬拉松                 | 半馬21.0975公里 |                            |
| 2014年5月25日        | 澎湖鐵人三項               | 51.5公里        | 得分組第四名               |
| 2014年6月8日         | Nike Women Marathon Taipei |                 | 成績2小時8分               |
| 2014年10月19日       | 舊金山女子馬拉松           | 半馬21.0975公里 |                            |
| 2014年11月4日        | 上海馬拉松                 | 半馬21.0975公里 |                            |
| 2015年2月25日        | 香港渣打馬拉松             | 半馬21.0975公里 | 成績2小時4分               |
| 2015年4月26日        | NIKE 台北女子馬拉松        | 半馬21.0975公里 |                            |
| 2015年5月1日~05月8日 | 溫哥華馬拉松               | 半馬21.0975公里 |                            |
| 2015年7月2日~07月5日 | 新加坡日落馬拉松           | 半馬21.0975公里 |                            |
| 2015年11月           | 迪士尼                     | 半馬21.0975公里 |                            |
| 2016年4月10日        | NIKE女生路跑               | 半馬21.0975公里 |                            |
| 2017年4月23日        | Women Run TPE              | 半馬21.0975公里 |                            |
| 2017年4月29日        | Challenge Taiwan           | 113公里         |                            |
| 2017年6月3日         | Challenge Slovakia         | 113公里         |                            |
| 2017年11月26日       | 富士山馬拉松               | 全馬42.195公里  |                            |

## 出版書籍
- 2015年- 王麗雅《瘦得有態度》

## 相關報導
- 王麗雅征服富士山馬拉松　腦內啡過量想再衝一場
- 為自己精彩王麗雅：放棄不在我的選項，人生這條路我只有跑下去 - 女人迷 （页面存档备份，存于）
- 王麗雅打破“美”的單一框架 從超硬的鐵人賽到柔軟的瑜伽 她說：「每個人都是由堅強與軟弱組成。」 （页面存档备份，存于）
- 名模王麗雅Liya分享她的健身菜單 （页面存档备份，存于）
- 蔡淑臻俏變「紅包袋」 與王麗雅率伊林模特兒賀新年
- 【明星旅遊趣】王麗雅斯洛伐克鐵人賽艱辛完賽 維也納、布拉格摘米其林星星 （页面存档备份，存于）
- 美！王麗雅焦糖身材 舊識化妝師再次愛上她 （页面存档备份，存于）
- 王麗雅支持基層體育 號召民眾應援中華隊 （页面存档备份，存于）